# Haegyeolsa
Haegyeolsa (해결사?, noto anche con il titolo internazionale Troubleshooter) è un film del 2010 scritto e diretto da Kwon Hyeok-jae.

## Trama
Kang Tae-sik ha lasciato la polizia ed è diventato un investigatore privato; la sua esistenza scorre tutto sommato tranquilla, fino a quando una sera – dopo essersi recato per lavoro in un motel – si imbatte nel cadavere di una giovane donna. Scambiato dalla polizia per l'assassino, l'uomo scopre di essere stato incastrato: riceve infatti la telefonata di un misterioso individuo che gli chiede di compiere un rapimento. Tae-sik deve quindi capire chi sia il suo ricattatore, e perché abbia scelto proprio lui.

## Distribuzione
La pellicola ha goduto di una distribuzione a livello nazionale a cura della Next Entertainment a partire dal 9 settembre 2010.